# Frédérique Bonink
Frédérique Bonink (29 oktober 1993) is een Nederlands voetballer die in het seizoen 2012/13 uitkwam voor FC Utrecht dat uitkwam in de Women's BeNe League. In 2013 besloot ze te stoppen met professioneel voetbal en verder te gaan met haar studie.

## Carrièrestatistieken
| Seizoen         | Club            | Land            | Competitie          | Competitie | Competitie | Beker | Beker | Internationaal | Internationaal | Overig | Overig | Totaal | Totaal |
| Seizoen         | Club            | Land            | Competitie          | Wed.       | Dlp.       | Wed.  | Dlp.  | Wed.           | Dlp.           | Wed.   | Dlp.   | Wed.   | Dlp.   |
| --------------- | --------------- | --------------- | ------------------- | ---------- | ---------- | ----- | ----- | -------------- | -------------- | ------ | ------ | ------ | ------ |
| 2012/13         | FC Utrecht      | Nederland       | Women's BeNe League | 18         | 1          | –     | 0     | –              | –              | –      | –      | 18     | 1      |
| Carrière totaal | Carrière totaal | Carrière totaal | Carrière totaal     | 18         | 1          | 0     | 0     | 0              | 0              | 0      | 0      | 18     | 1      |